# Cocula, Jalisco
Cocula là một đô thị thuộc bang Jalisco, México. Năm 2005, dân số của đô thị này là 25119 người.